# Salavat Fidai
Salavat Fidai (27 de noviembre de 1972) es un escultor ruso que realiza figuras miniaturas en puntas de lápices. Actualmente vive en Ufa, Rusia. Fidai era un abogado que trabajó más de 25 años en una oficina y que perdió su trabajo después de la crisis económica en Rusia, decidiendo trabajar como artista.
Fidai tarda entre seis y doce horas en una estatuilla promedio, mientras que los modelos complicados toman entre dos y tres días. Usa un cúter y una lupa, a veces incluso un microscopio para los detalles más pequeños. Empezó con un retrato mini de Van Gogh en una caja de fósforos, y después hizo mini dibujos de países en semillas de calabaza o giraflor y granos de arroz. En el 2015 comenzó a experimentar con grafito y a realizar micro esculturas. Sus padres son artistas profesionales y profesores de escuelas de artes que le enseñaron todo lo que debía saber. En la escuela pintaba bastante y creó sus primeras esculturas en tiza.
El 3 de octubre de 2016, se realizó una exhibición en King's Cross, Londres, de esculturas de trenes en miniaturas realizadas por Salavat. Entre el 22 de abril y el 4 de junio de 2017 se realizará una exhibición de 16 micro esculturas de Game of Thrones en Scotts Square, Singapur.